# Thalassia
Thalassia é um género botânico pertencente à família hydrocharitaceae.